# 자격정지
자격정지(資格停止)는 어떤 자격의 전부 또는 일부를 박탈하는 형벌로 일종의 명예형이다.

## 종류

### 당연정지
징역형이나 금고형을 선고받는 사람은 공무원이 될 자격, 공법상의 선거권과 피선거권, 공업무를 할 자격 등을 형이 정지되거나 면제받을 때까지 정지한다.

### 선고정지
별도의 형벌로서 어떤 자격의 일부나 전체를 정지시키는 것이다.

## 같이 보기
- 자격
- 자격상실
- 대한민국 형법 제44조 자격정지